# Master of Puppets
 Ovo je glavno značenje pojma Master of Puppets. Za istoimenu pjesmu ovog sastava pogledajte Master of Puppets (pjesma).
Master of Puppets treći je studijski album američkog thrash metal sastava Metallica, objavljen 1986. godine. Album je sniman tijekom 1985. a objavila ga je diskografska kuća Elektra. Zauzeo je dvadeset deveto mjesto na Billboardovoj Top listi te je prodan u više od šest milijuna primjeraka u Americi i drugdje.
Časopis Rolling Stone na svom popisu "500 najboljih albuma u povijesti", album Master of puppets stavlja na 167. mjesto, a časopis Time stavlja ga na popis 100 najboljih albuma svih vremena. Metal Rules ga je proglasio najboljim heavy metal albumom svih vremena. Prema mišljenju obožavatelja, a i kritičara, jedan je od najboljih albuma sastava.
Budući da je u rujnu 1986. poginuo u autobusnoj nesreći, posljednji je album na kojem bas-gitaru svira Cliff Burton.

## Popis pjesama
Tekstovi: James Hetfield. 
| 1.    | »Battery«                      | Hetfield, Lars Ulrich                        | 5:13 |
| 2.    | »Master of Puppets«            | Hetfield, Ulrich, Cliff Burton, Kirk Hammett | 8:36 |
| 3.    | »The Thing That Should Not Be« | Hetfield, Ulrich, Hammett                    | 6:37 |
| 4.    | »Welcome Home (Sanitarium)«    | Hetfield, Ulrich, Hammett                    | 6:28 |
| 5.    | »Disposable Heroes«            | Hetfield, Ulrich, Hammett                    | 8:17 |
| 6.    | »Leper Messiah«                | Hetfield, Ulrich                             | 5:41 |
| 7.    | »Orion« (instrumental)         | Hetfield, Ulrich, Burton                     | 8:28 |
| 8.    | »Damage, Inc.«                 | Hetfield, Ulrich, Burton, Hammett            | 5:30 |
| 54:47 |                                |                                              |      |

## Osoblje
Metallica
- James Hetfield – ritam gitara, prvi vokal, aranžer, prva gitarska solo dionica u skladbi "Master of Puppets", drugi gitarski solo u skladbi "Orion"
- Kirk Hammett – glavna gitara
- Cliff Burton – bas-gitara, prateći vokali, bas solo u skladbi "Orion" and "Damage, Inc."
- Lars Ulrich – bubnjevi, aranžer

Ostalo osoblje
- George Marino – mastering
- Rob Ellis – fotografija
- Ross Halfin – fotografija
- Don Brautigam – ilustracija
- Metallica – producent, ideja slike omota albuma
- Flemming Rasmussen – producent snimanja, zvučni aranžer
- Michael Wagener – mix
- Mark Wilzcak – asistent mix projekcije
- Peter Mensch – ideja omota albuma

## Top lista

### Album
| Godina | Top lista           | Mjesto |
| ------ | ------------------- | ------ |
| 1986.  | Billboard           | #29    |
| 1986.  | VB Top lista albuma | #41    |